# Argentopearceïta
La argentopearceïta és un mineral de la classe dels sulfurs que pertany al grup de la pearceïta-polibasita.

## Característiques
La argentopearceïta és una sulfosal de fórmula química Ag16As₂S11. Va ser aprovada com a espècie vàlida per l'Associació Mineralògica Internacional l'any 2020 i encara resta pendent de publicació. Cristal·litza en el sistema trigonal.
L'exemplar que va servir per a determinar l'espècie, el que es coneix com a material tipus, es troba conservat a les col·leccions del departament de mineralogia i petrologia del Museu Nacional de Praga, a la República Txeca, amb el número de catàleg: p1p 35/2020.

## Formació i jaciments
Va ser descoberta a la mina Lehnschafter, situada a la localitat txeca de Mikulov, al districte de Teplice (Regió d'Ústí nad Labem). També ha estat descrita a Bella Tola, al comtat de Valais (Suïssa).